# Gallotanin

Glucogalline, le plus simple des gallotanins.

Pedunculagine, un ellagitanin.

Les gallotanins ou tanins galliques sont un groupe de composés organiques appartenant à la famille des  tanins hydrolysables (par opposition aux tanins catéchiques non-hydrolysables). Les gallotanins sont des polymères à base de l'acide gallique, un monomère polyphénol qui s'estérifie avec les groupes hydroxyle de glucides polyols tels que le glucose.

## Caractéristiques
Les gallotanins sont des polyesters dont la partie acide est l'acide gallique ou bien un dimère voire un trimère d'acide gallique lié par dépsidation, c'est-à-dire l'acide digallique ou l'acide trigallique. Les acides galliques peuvent être reliés de manière dépside, mais également par dimérisation oxydative, deux acides galliques peuvent d'abord être transformés en acide hexahydroxydiphénique, puis en acide ellagique par formation de lactone. Les esters entre cet acide et un glucide sont appelés ellagitanins.
Certains gallotanins ont des effets microbicides et antitumoraux.

## Métabolisme
La gallate 1-β-glucosyltransférase utilise l'UDP-glucose et le gallate pour produire de l'UDP et du 1-galloyl-β-D-glucose.
La β-glucogalline O-galloyltransférase utilise le 1-galloyl-β-D-glucose pour produire du D-glucose et du 1-O,6-O-digalloyl-β-D-glucose.
La β-glucogalline-tétrakisgalloylglucose O-galloyltransférase utilise le 1-O-galloyl-β-D-glucose et le 1,2,3,6-tétrakis-O-galloyl-β-D-glucose pour produire du D-glucose et du 1,2,3,4,6-pentakis-O-galloyl-β-D-glucose (1,2,3,4,6-penta-O-galloyl-β-D-glucose, le précurseur commun des gallotannns et des ellagitanins).
La tannase est une enzyme clé dans la dégradation des gallotanins en acide digallique puis en acide gallique.

## Réactions colorées
Les gallotanins réagissent avec certaines espèces pour former des composés colorés :
- avec les ions Fe3+ apparaît une coloration bleue ;
- avec Ba(OH)2 apparaît une coloration verte, voire un précipité vert en cas de forte concentration ;
- avec des protéines apparaît un précipité ;
- les ellagitanins produisent avec l'acide nitreux (HNO2) une coloration rouge carmin puis bleu indigo.